# Франкавила Маритима
Франкавила Маритима је насеље у Италији у округу Козенца, региону Калабрија.
Према процени из 2011. у насељу је живело 2433 становника. Насеље се налази на надморској висини од 145 м.

## Становништво
Према резултатима пописа становништва 2011. у општини је живело 3.025 становника.
| 1951. | 1961. | 1971. | 1981. | 1991. | 2001. | 2011. |
| ----- | ----- | ----- | ----- | ----- | ----- | ----- |
| 2.928 | 2.996 | 3.137 | 2.745 | 3.258 | 3.088 | 3.025 |